# Ferula malacophylla
Ferula malacophylla är en flockblommig växtart som beskrevs av Pimenov och J.V.Baranova. Ferula malacophylla ingår i släktet stinkflokesläktet, och familjen flockblommiga växter. Inga underarter finns listade i Catalogue of Life.